# تریومف تاندربرد
تریومف تاندربرد (به انگلیسی: Triumph Thunderbird) مجموعه‌ای از موتورسیکلت‌های کروزر دوسیلندر است که توسط کمپانی تریومف در هینکلی، انگلستان ساخته شده است. از سال ۲۰۱۶، این مدل به عنوان پایه ۱٫۶ لیتری (۹۸ اینچ) و ۱٫۷ لیتری (۱۰۴ مکعب اینچ) 'کوماندر' و 'استورم' ارائه می‌شود.

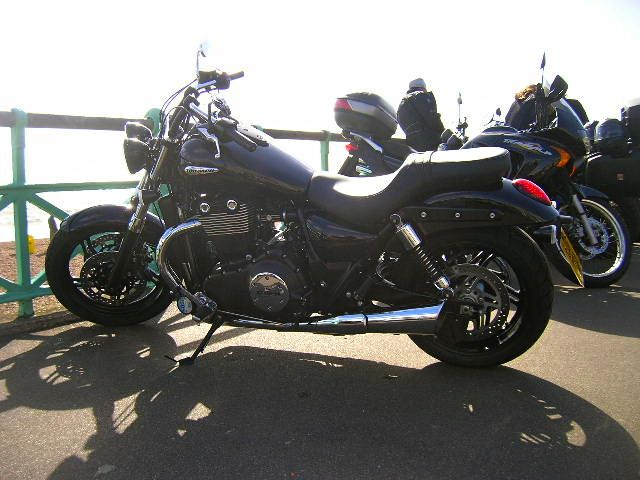
تریومف مدل ۲۰۱۱